# El niño y el papá
«El niño y el papá» es una canción de Jorge González, lanzada como único corte de difusión de su álbum El futuro se fue (1994).
La canción pasó completamente desapercibida en Chile igual que el álbum en sí; de hecho, El futuro se fue no tuvo mayor difusión de parte de Jorge González, por lo que fue un fracaso de ventas. Sin embargo, actualmente el disco es considerado de culto.
- Datos: Q21499719